# Čuboňov
Čuboňov (1011 m n.p.m.) – szczyt w Beskidzie Morawsko-Śląskim w Karpatach Zachodnich, w tej jego części, którą nazywa się pasmem Połomów. Wznosi się ok. 1,5 km na południowy wschód od szczytu Małego Połomu i ok. 4,5 km na zachód od szczytu Wielkiego Połomu.
Čuboňov leży w głównym grzbiecie Beskidu Morawsko-Śląskiego, który jest w tym miejscu fragmentem głównego grzbietu Karpat i jednocześnie głównego wododziału europejskiego. Na jego północnych stokach znajdują się źródła potoku Łomna (dopływ Olzy, zlewisko Morza Bałtyckiego), natomiast na zachodnich - źródła potoku Predmieranka, a na południowych - potoku Olešnianka (oba są dopływami Kisucy, zlewisko Morza Czarnego).
Przez szczyt Čuboňova przebiega granica czesko-słowacka.
Grzbietem Beskidu Morawsko-Śląskiego przez szczyt Čuboňova biegnie czerwono  znakowany graniczny szlak turystyczny z Wielkiego Połomu na Mały Połom. Od południa wyprowadza na szczyt niebiesko  znakowany słowacki szlak z Turzówki.